# Bematistes bicolorata
Bematistes bicolorata är en fjärilsart som beskrevs av Le Doux 1937. Bematistes bicolorata ingår i släktet Bematistes och familjen praktfjärilar. Inga underarter finns listade i Catalogue of Life.